# Comisión de Seguridad del Estado y Paz
La Comisión de Seguridad del Estado y Paz (နိုင်ငံတော်လုံခြုံရေးနှင့် ငြိမ်းချမ်းရေးကော်မရှင် en birmano) es el actual órgano de gobierno militar de Birmania, designado por el Consejo de Defensa y Seguridad Nacional el 31 de julio 2025 con la disolucion del Consejo Administrativo del Estado para que Min Aung Hlaing continúe su dictadura militar desde 2021 hasta que el nuevo presidente electo preste juramento en 2026.
Min Aung Hlaing es su presidente. Todas las responsabilidades del CAE fueron transferidas a la SSPC.
La Comisión fue establecida por la NDSC en virtud del artículo 427 de la Constitución de Myanmar de 2008, que otorga a la NDSC el poder absoluto para determinar el ejecutivo entre las sesiones de la legislatura.